# Vernajoul
Vernajoul é uma comuna francesa na região administrativa de Occitânia, no departamento de Ariège. Estende-se por uma área de 9,08 km². Em 2010 a comuna tinha 685 habitantes (densidade: 75,4 hab./km²).